# Aquathlon ai I Giochi del Mediterraneo sulla spiaggia
La gara di aquathlon ai I Giochi del Mediterraneo sulla spiaggia si è svolta il 6 settembre 2015 a Pescara, in Italia, durante i I Giochi del Mediterraneo sulla spiaggia: alla gara maschile hanno partecipato 14 atleti di 10 nazionalità mentre per quanto riguarda la gara femminile hanno partecipato 10 atlete di sette nazionali differenti.

## Formula
La formula adottata durante i giochi di Pescara 2015 è quella classica, utilizzata anche durante i campionati mondiali di aquathlon, ovvero una frazione podistica di 2,5 km, una frazione natatoria di 1 km ed infine un'altra frazione podistica da 2,5 km. Si è svolta una sola gara per categoria (maschile e femminile) e ogni nazione poteva presentare, al massimo, due squadre per competizione.

## Classifica femminile
La gara femminile ha avuto luogo nell'Arena del mare, per quanto riguarda la fase natatoria, e nel centro cittadino di Pescara, per quanto riguarda la fase podistica, ed è iniziata alle 10:45 circa. L'oro è stato vinto dall'atleta italiana Sara Papais.
| Ps | Naz      | Nome Atleta          | Pett. | Par. 1   | Par. 2   | Par. 3   | Tempo       | Note |
| -- | -------- | -------------------- | ----- | -------- | -------- | -------- | ----------- | ---- |
|    | Italia   | Sara Papais          | 21    | 00.09.22 | 00.16.21 | 00.09.55 | 00:35:38.83 |      |
|    | Spagna   | Anna Contreras Godoy | 23    | 00.09.21 | 00.16.20 | 00.09.58 | 00:35:39.20 |      |
|    | Italia   | Elisa Marcon         | 28    | 00.09.22 | -        | 00.26.56 | 00:36:18.51 |      |
| 4  | Francia  | Mathilde Gautier     | 26    | 00.09.21 | 00.16.35 | 00.10.53 | 00:36:49.57 |      |
| 5  | Slovenia | Jana Koradej         | 22    | 00.09.23 | 00.16.48 | 00.11.24 | 00:37:35.87 |      |
| 6  | Tunisia  | Khaoula Ben Abid     | 29    | 00.09.23 | 00.17.39 | 00.11.27 | 00:38:29.31 |      |
| 7  | Grecia   | Nteniz-Marina Dimaki | 27    | 00.09.20 | 00.18.35 | 00.10.39 | 00:38:34.76 |      |
| 8  | Tunisia  | Ons Lajili           | 24    | 00.10.16 | -        | 00.30.21 | 00:40:37.00 |      |
| 9  | Algeria  | Nesrine Medjahed     | 30    | 00.10.15 | 00.20.34 | 00.12.41 | 00:43:30.25 |      |
| 10 | Algeria  | Amira Kouza          | 25    | -        | 00.12.15 | 00.35.40 | 00:47:55.22 |      |

## Classifica maschile
La gara maschile ha avuto luogo nell'Arena del mare, per quanto riguarda la fase natatoria, e nel centro cittadino di Pescara, per quanto riguarda la fase podistica, ed è iniziata alle ore 10:40 circa. L'oro è stato vinto dall'atleta italiano Gianluca Pozzatti.
| Ps | Naz       | Nome Atleta              | Pett. | Par. 1   | Par. 2   | Par. 3   | Tempo       | Note |
| -- | --------- | ------------------------ | ----- | -------- | -------- | -------- | ----------- | ---- |
|    | Italia    | Gianluca Pozzatti        | 1     | 00.07.52 | 00.14.28 | 00.08.45 | 00:31:05.25 |      |
|    | Italia    | Riccardo De Palma        | 11    | 00.07.54 | 00.15.01 | 00.09.28 | 00:32:23.76 |      |
|    | Francia   | Dylan Magnien            | 9     | 00.07.54 | 00.16.07 | 00.09.02 | 00:33:03.63 |      |
| 4  | Spagna    | Lucas Mola Diaz          | 5     | 00.08.05 | -        | 00.25.00 | 00:33:05.10 |      |
| 5  | Siria     | Mohamed Alsabbagh        | 12    | 00.07.55 | 00.16.07 | 00.09.04 | 00:33:06.69 |      |
| 6  | Slovenia  | Matija Meden             | 4     | 00.08.28 | 00.16.05 | 00.09.31 | 00:34:04.64 |      |
| 7  | Siria     | Mohamed Chebat           | 6     | 00.08.58 | 00.17.22 | 00.10.18 | 00:36:38.46 |      |
| 8  | Tunisia   | Mohamed Aziz Ben Ferjani | 7     | 00.08.38 | 00.17.42 | 00.10.27 | 00:36:47.79 |      |
| 9  | Tunisia   | Karim Seth Mabrouk       | 14    | 00.08.31 | -        | 00.28.17 | 00:36:48.00 |      |
| 10 | Grecia    | Angelos Mavrogiannis     | 10    | 00.08.38 | 00.18.56 | 00.10.13 | 00:37:47.53 |      |
| 11 | Macedonia | Nikola Kutanoski         | 3     | 00.08.32 | 00.20.56 | 00.10.48 | 00:40:16.41 |      |
| 12 | Algeria   | Nazim Benbara            | 8     | 00.10.09 | 00.19.52 | 00.13.22 | 00:43:23.14 |      |
| 13 | Libia     | Abdurrahim Abuazuz       | 2     | -        | -        | -        | -           | DNS  |
| 14 | Algeria   | Ramzi Chouchar           | 15    | -        | -        | -        | -           | DNS  |